# Jennie Garth
Jennifer Eve Garth (Urbana, Illinois; 3 de abril de 1972) es una actriz estadounidense. Conocida por su interpretación en las series What I Like About You como Valerie Tyler, y en Beverly Hills, 90210 y (con su serie spin-off) 90210 como Kelly Taylor.

## Primeros años
Jennifer Garth nació en Urbana, Illinois. Hija de John y Carolyn Garth, cada uno de los cuales ya tenía tres hijos de diferentes matrimonios. Así pues, creció junto con sus seis hermanos mayores: Johnny, Chuck, Lisa, Cammie, Wendy y Lynn. Jennie también vivió en Tuscola, Illinois, durante su juventud. Cuando tenía 13 años, ella y su familia se mudaron a Phoenix, Arizona. Tomó lecciones de baile y modelaje mientras vivían allí, lo que condujo a su participación en un concurso donde fue descubierta por un cazatalentos. Ella y su madre se mudaron a Los Ángeles por lo que podría convertirse en una actriz; más tarde obtuvo su diploma de escuela secundaria en California. Allí comenzó a recibir clases de actuación y se fue a audiciones casi todos los días. Después de vivir en Los Ángeles durante unos cuatro meses, obtuvo el papel de Erica McCray en la serie A New Life de NBC (1989).

## Carrera
En 1990, Jennie hizo el papel de Kelly Taylor en la serie Beverly Hills, 90210 junto con Shannen Doherty, Ian Ziering, Tori Spelling y Brian Austin Green. A lo largo de la serie, el carácter de Garth enfrenta varias pruebas, junto con cuestiones difíciles relativas a la familia y su vida romántica. La serie terminó con un total de 10 temporadas en el 2000. Fue nominada a un Teen Choice Awards por su actuación en la serie. Garth también aparece en la serie spin-off, 90210, nuevamente interpretando a Kelly Taylor. Además de actuar en series de televisión, Garth ha aparecido en películas haciendo un papel menor o de apoyo, entre estas, Estrella Danielle Steel (1993), Sin el consentimiento (1994), La caída para usted (1995).
En 2002, Garth protagonizó la serie What I Like About You, junto con Amanda Bynes, Garth aparece en las cuatro temporadas de la serie, interpretando a la hermana mayor de Holly Tyler, Valerie Tyler. En 2003 apareció en la película de drama familiar Secret Santa, haciendo el papel de la periodista.

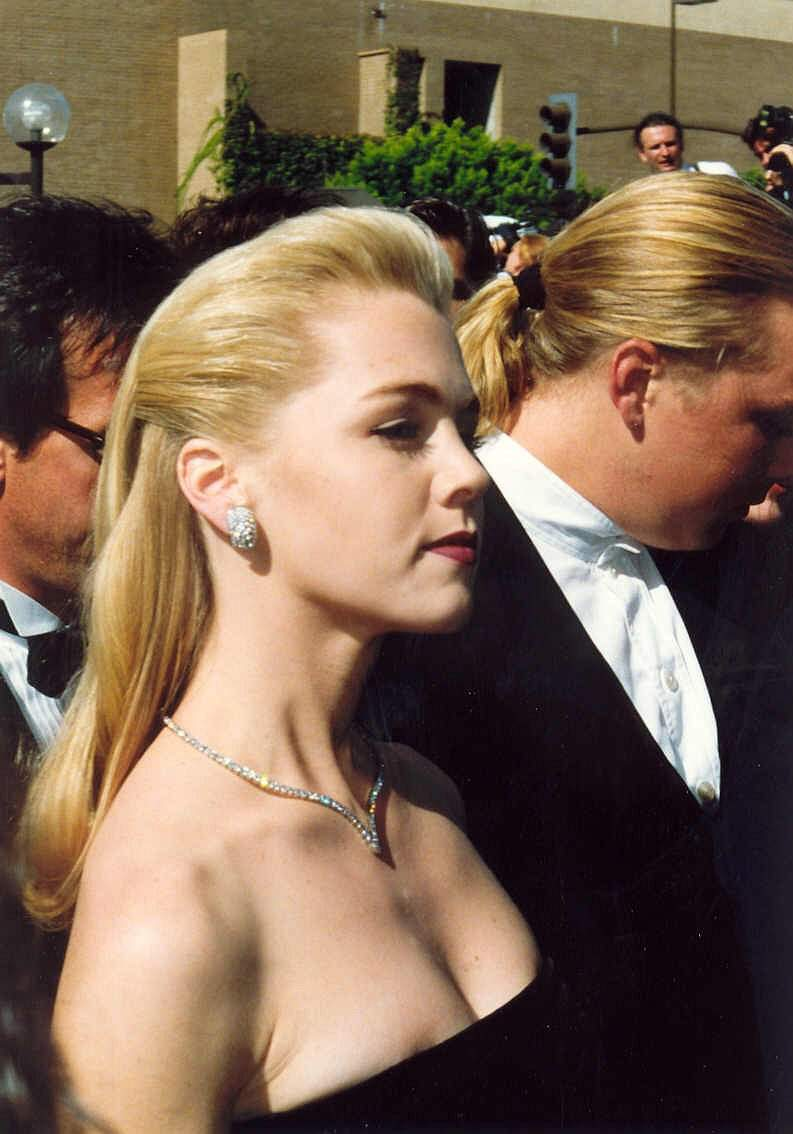
Jennie Garth en los Premios Emmy, 1992.

En 2005, ella se expresó sobre su personaje de Kelly Taylor en la serie Beverly Hills, 90210, así como una función adicional en la película Family Guy Presents Stewie Griffin: The Untold Story. El elenco incluye también a los actores Seth McFarlane, Alex Borstein, Mila Kunis, y Drew Barrymore. Garth también protagonizó en 2007 la película de drama de televisión, Girl, Positive, interpretando a una maestra que era seropositiva. Ella y la coestrella Andrea Bowen (conocida por la serie Desperate Housewives) ganaron un Prism Award por sus interpretaciones. 
En septiembre de 2008, Garth volvió a interpretar a su personaje, Kelly Taylor, en la serie spin-off, 90210. Ahora, Kelly es consejera en su antiguo instituto, el West Beverly High -al cual también asiste su hermana Erin Silver, fruto esta última del matrimonio de la madre de Kelly con Mel, el padre de David Silver-, y tiene un hijo, Sammy, cuyo padre es Dylan McKay. Garth actúa junto a Shannen Doherty, quien también ha vuelto para interpretar a Brenda Walsh. Garth hace un personaje recurrente en la serie.
Garth apareció en un episodio de la serie de los EE. UU. Are You Smarter Than a 5th Grader? El 21 de noviembre de 2008, donde ganó $100.000 para la Asociación Americana del Corazón.

## Popularidad

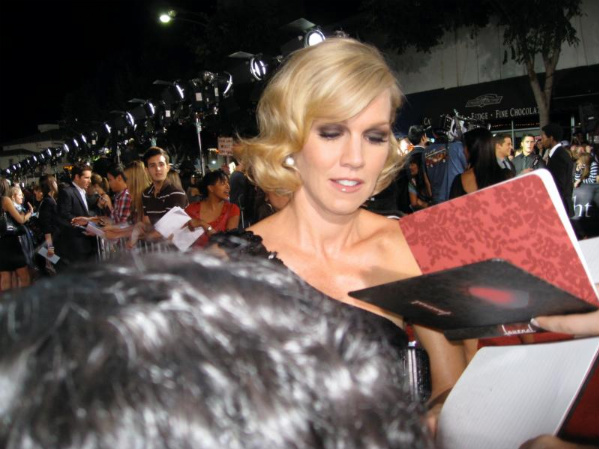
Garth en el estreno de Crepúsculo, noviembre de 2008.

Garth clasificó en la FHM, 59# de las 100 mujeres más sexys del año 2000 y 93# de las 100 mujeres más sexys del año 2001.

## Vida personal

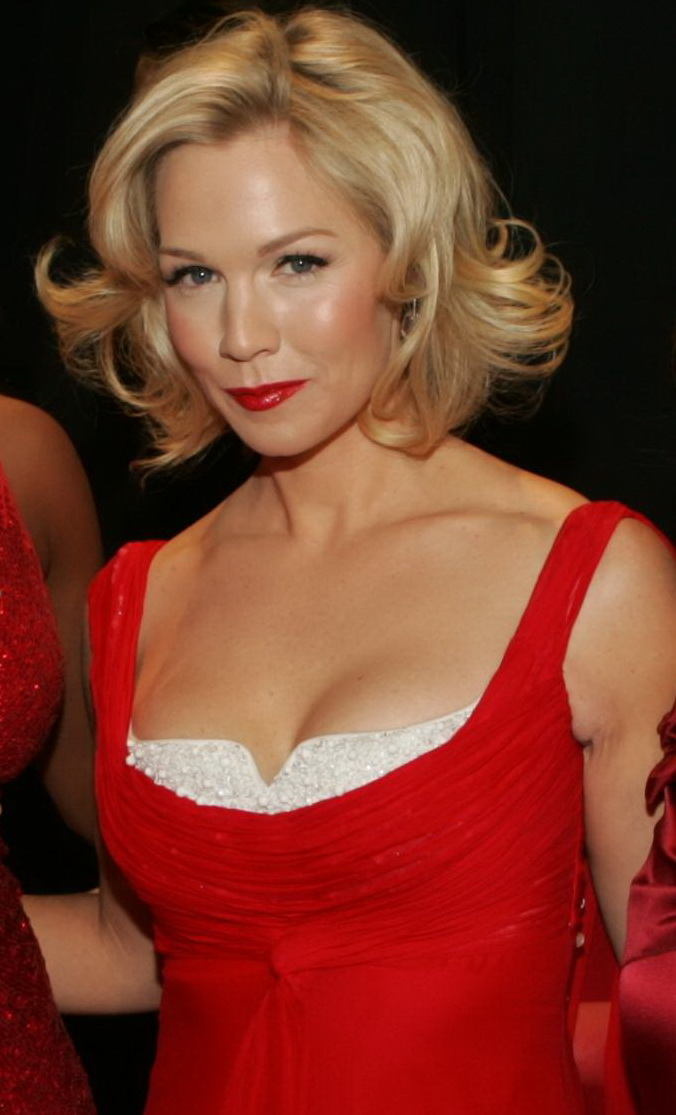
Jennie Garth en el desfile de moda Heart Truth 2009

El 16 de abril de 1994 Garth se casó con el músico Daniel B. Clark. Se separaron en enero de 1996 y ella solicitó el divorcio en noviembre. El 20 de enero de 2001 se convirtió al catolicismo para poder casarse con el actor Peter Facinelli, y así poder realizar una misa católica; se conocieron en 1995 mientras grababan la película "An Unfinished Affair". Tienen tres hijas, Luca Bella (nacida el 22 de junio de 1997), Lola Ray (nacida el 6 de diciembre de 2002), y Fiona Eve (nacida el 30 de septiembre de 2006).
El 13 de marzo de 2012 anunció su separación después de 11 años de matrimonio y 3 hijas en común con Peter Facinelli.
En julio de 2015 se casó con Dave Abrams.

## Filmografía
| Año  | Título                                               | Papel                    | Notas                    |
| ---- | ---------------------------------------------------- | ------------------------ | ------------------------ |
| 1989 | Just Perfect                                         | Chica                    | Película para Televisión |
| 1993 | Danielle Steel's Star                                | Crystal Wyatt            | Película para Televisión |
| 1994 | Without Consent                                      | Laura Mills              | Película para Televisión |
| 1995 | Lies of the Heart: The Story of Laurie Kellogg       | Laurie Kellogg           | Película para Televisión |
| 1995 | Falling for You                                      | Meg Crane                | Película para Televisión |
| 1996 | A Loss of Innocence                                  | Chelnicia Bowen          | Película para Televisión |
| 1996 | An Unfinished Affair                                 | Sheila Hart              | Película para Televisión |
| 1996 | Power 98                                             | Sharon Penn              |                          |
| 1997 | My Brother's War                                     | Mary Fagan Bailey        | Papel de Apoyo           |
| 1998 | Telling You                                          | Amber                    | Papel de Apoyo           |
| 2001 | Watching Detectives                                  | Celeste                  | Película para Televisión |
| 2003 | Secret Santa                                         | Rebecca Chandler         |                          |
| 2003 | The Last Cowboy                                      | Jacqueline 'Jake' Cooper | Película para Televisión |
| 2005 | Family Guy Presents Stewie Griffin: The Untold Story | Kelly Taylor             | Voz                      |
| 2007 | Girl, Positive                                       | Sarah Bennett            | Papel de Apoyo           |
| 2011 | Accidentally in love                                 | Annie Benchley           |                          |
| 2013 | Holidaze                                             | Melody                   | Papel Principal          |
| 2016 | A Time To Dance Quiéreme Siempre                     | Abby Reynolds            | Película para Televisión |

### Televisión
| Año       | Título                     | Papel               | Notas                         |
| --------- | -------------------------- | ------------------- | ----------------------------- |
| 1989      | Growing Pains              | Denise              | 1 episodio                    |
| 1989-1990 | A Brand New Life           | Ericka McCray       | 6 episodios                   |
| 1990      | Teen Angel                 | Karrie Donato       |                               |
| 1990-2000 | Beverly Hills, 90210       | Kelly Taylor        | Papel Principal 292 episodios |
| 1992      | Melrose Place              | Kelly Taylor        | Estrella Invitada             |
| 1993      | Teen Angel Returns         | Karrie Donato       |                               |
| 1994      | WrestleMania X             | Herself             |                               |
| 2002-2006 | What I Like About You      | Valerie "Val" Tyler | Papel Principal 86 episodios  |
| 2007      | Bailando con las estrellas | Herself             | 9 episodios                   |
| 2008-2011 | 90210                      | Kelly Taylor        | 68 episodios                  |
| 2014      | Mystery Girls              | Charlie Contour     | 10 Episodios                  |

2018.  ||  The Mick.    || Ella misma